# Reichszentrale zur Bekämpfung der Homosexualität und Abtreibung

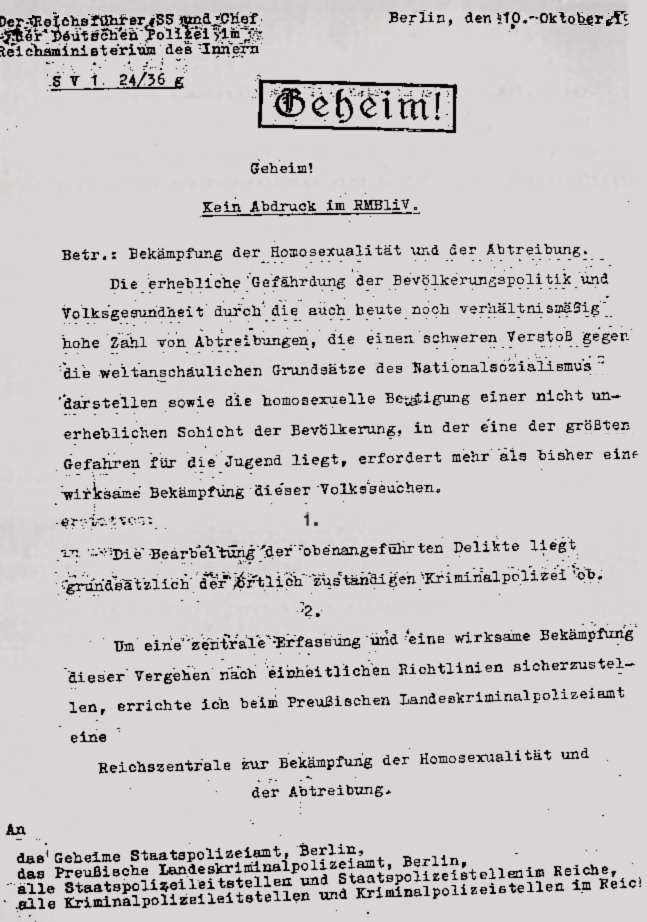
Decreto secreto de criação do gabinete.

O Reichszentrale zur Bekämpfung der Homosexualität und Abtreibung, traduzido como Gabinete Central do Reich para o Combate à Homossexualidade e ao Aborto, foi um gabinete governamental, criado em 10 de outubro de 1936, central na perseguição aos homossexuais na Alemanha nazista e encarregado de fazer cumprir as leis que criminalizavam o aborto.

## História
O Gabinete Central do Reich foi criado em 10 de outubro de 1936 por um decreto especial do Reichsführer-SS Heinrich Himmler. Sua criação marcou o ressurgimento da perseguição aos homossexuais durante a relativa calmaria após os Jogos Olímpicos de Verão de 1936. A principal tarefa do Gabinete Central do Reich era a coleta de dados sobre homossexuais. O arquivo centralizado de dados permitiu ao Gabinete Central do Reich coordenar a perseguição e a punição de homossexuais. Para isso, dispunha de esquadrões móveis especiais, que também realizavam execuções. Em 1940, a seção já possuía dados sobre cerca de 41.000 homossexuais, tanto suspeitos quanto condenados.
De 1936 a 1938, o oficial da SS Josef Meisinger foi o diretor da seção no Quartel-General Central da Gestapo. Mais tarde, foi liderado pelo consultor criminologista Erich Jacob. Em julho de 1943, Jacob tornou-se diretor de criminologia e começou a trabalhar ao lado do psiquiatra e neurologista Carl-Heinz Rodenberg, que assumiu como diretor científico. Um grupo de 17 trabalhadores estava disponível para ambos. A coleção de registros do escritório sobre homossexuais suspeitos e condenados, que se acredita chegar a cerca de 100.000, provavelmente foi destruída nos últimos dias da guerra.
Com a perseguição nazista à Igreja Católica, muitos padres católicos foram presos sob acusações infundadas de homossexualidade e atos de perversão. Esses processos de "moralidade" foram suspensos para dar uma boa imagem aos estrangeiros durante os Jogos Olímpicos de Verão de 1936, mas foram retomados vigorosamente após o Papa Pio XI ter denunciado o nazismo em sua encíclica Mit brennender Sorge, de 1937. O clero que se opunha ao regime ou que defendia opiniões que os nazistas consideravam suspeitas (por exemplo, o pacifismo) era particularmente visado, com a falsa acusação de conduta homossexual servindo para ocultar a verdadeira causa política de seu processo. Após cumprirem suas penas de prisão, muitos dos processados eram enviados para campos de concentração (geralmente o de Dachau, que tinha um "bloco sacerdotal" especial). Devido às condições de vida especialmente brutais e desumanas prevalecentes nos campos, um número indeterminado de padres enviados para campos de concentração sob acusações forjadas de homossexualidade não sobreviveu ao confinamento.